# Црква Светог Петра у Чичеву
Црква Светог Петра је црква Српске православне цркве која припада епархији захумско-херцеговачкој и приморској.
У оквиру манастирског комплепкса Св. Апостола Петра и Павла (још назван Петропавлов манастир), осим конака и помоћних објеката налазе се и двије цркве - једна посвећена апостолу Петру, а друга апостолу Павлу. Комплекс је смјештен је надомак мјеста Чичева у Петропавловом пољу, на четвртом километру југозападно од Требиња. Поменуто поље окружено је са три стране брдима иза којих се пружа море, а са четврте отворено према граду. Недалеко од Манастира пролазе два значајна пута: један новоизграђени, који води ка Херцег Новом удаљеном од Требиња око 40 км и други – према Дубровнику, удаљеном око 25 км. У близини се налази и позната Павлова пећина, смјештене на удаљености од око 45 минута хода по неприступачном терену у стијенама изнад Манастира.

## Подаци о манастирским црквама
Црква посвећена Св. Ап. Петру, у данашњем облику обновљена 1906. године за вријеме Св. Митрополита Петра Зимоњића и то на темељима из друге половине IV вијека.
Друга, мања, обновљена 2007. године, у ствари је дограђена уз већ постојећу базилику и представљала је триконхос подигнут над старијом крстионицом, откривеном током археолошких истраживања протеклих година. По свему судећи, базилика посвећена Ап. Петру служила је као Саборни храм у коме су обављана богослужења, а триконхос са крстионицом посвећен Ап. Павлу био је мјесто гдје се обављало крштење и гдје су (што се види из остатака 16 гробова у њему пронађених) неријетко били сахрањивани вјерници.

## Археолошка истраживања
Према мишљењу проф. Ђорђа Јанковића који је са тимом археолога у триконхосу Ап. Павла вршио ископавања током 2001. године, ова два храма потичу из античког периода. Сматра да је ово мјесто било Саборни храм мјеста Зиза. Поред тога, о њиховој старости свједочи изузетна сличност са појединим храмовима грађеним у приближно исто време (Базилика Св. Давида у Солуну и Ечмиадзин код Еривана, а када су у питању триконхоси – црквице северне Илирије и Далмације из периода IV до VI вијека). Истраживања показују да су храмови више пута рушени. Базилика је први пут страдала почетком V вијека, при походу западих Гота из Грчке на Италију, а други слој рушења се везује за поход Авара у Далмацију крајем VI и почетком VII вијека, којом приликом су страдале и још неке цркве из околине Требиња. Сматра се да након пожара у вријеме Авара (између 597. и 615) ова црква св Петра све до 1906. није обнављана. У триконхосу Ап. Павла вјероватно се служило нешто дуже. Но послије 1377. (година поновног успостављања римокатоличког епископског сједишта у Требињу), обје се цркве користе за сахрањивање.